# Novembre 1913

## Événements
- 4 novembre : le Guomindang est déclaré illégal.

- 6 novembre, France : la presse révèle l'incident de Saverne.

- 7 - 10 novembre, Amérique du Nord : tempête de 1913 sur les Grands Lacs.

- 9 novembre : Pierre Chanteloup réalise le 1er looping aux commandes d'un appareil de type biplan Caudron ; le 21 novembre, il fera une nouvelle démonstration de ses acrobaties mais cette fois devant la presse invitée par les frères Caudron[1].

- 10 novembre : procès Beyliss à Kiev. Juif accusé de meurtre rituel, il est acquitté par le jury.

- 20 novembre au 29 décembre : première liaison aérienne France-Égypte (avec escales) par Jules Védrines à bord de son monoplan Blériot. Il part de Nancy le 20 novembre et arrive au Caire le 29 décembre.

- 25 novembre : en Irlande, création de la milice des Irish Volunteers pour l'application du Home Rule.

## Naissances
- 2 novembre : Burt Lancaster, acteur américain († 20 octobre 1994).
- 5 novembre : Vivien Leigh, actrice britannique († 7 juillet 1967).
- 7 novembre : Albert Camus, écrivain français, prix Nobel de littérature 1957 († 4 janvier 1960).
- 13 novembre : 
  - Lon Nol, président de la république cambodgienne († 17 novembre 1985).
  - Mélinée Manouchian, résistante française († 6 décembre 1989).
- 22 novembre : Benjamin Britten, compositeur britannique († 4 décembre 1976).
- 23 novembre : René Aleman, haltérophile français († 1989).
- 27 novembre : Gaston Bonheur, écrivain et journaliste français († 4 septembre 1980).
- 29 novembre : Rolland Bédard, acteur. († 7 mai 1987).

## Décès
- 7 novembre : Alfred Russel Wallace, naturaliste britannique (° 1823).
- 18 novembre : John Foster McCreight, premier ministre de la Colombie-Britannique.